# Fußball-Weltmeisterschaft der Frauen 2015/Deutschland
Dieser Artikel behandelt die deutsche Fußballnationalmannschaft der Frauen bei der Fußball-Weltmeisterschaft der Frauen 2015 in Kanada. Deutschland nahm zum siebten Mal an der Endrunde teil, immer als amtierender Europameister. Deutschland belegte zum zweiten Mal nach 1991 den vierten Platz. Durch den Einzug ins Viertelfinale und das Ausscheiden von vier europäischen Mannschaften im Achtelfinale, konnte sich die deutsche Mannschaft zudem für das Fußballturnier bei den Olympischen Spielen 2016 qualifizieren, wofür sich zwei der drei besten europäischen Mannschaften bei der WM qualifizieren konnten.

## Qualifikation
Der amtierende Europameister traf in der Europa-Qualifikationsgruppe 1 auf Irland, Kroatien, Russland, die Slowakei und Slowenien. Dabei gewann die deutsche Elf alle Spiele und qualifizierte sich souverän für die Weltmeisterschaft. Erst nach fünf Spielen ohne Gegentore musste die deutsche Mannschaft in Irland erstmals Gegentore hinnehmen und konnte das Spiel erst in der Schlussminute gewinnen. Mit dem 4:1 in Moskau am vorletzten Spieltag gegen Russland qualifizierte sich die Mannschaft vorzeitig. Zu ihren ersten Länderspieleinsätzen kamen während der Qualifikation Tabea Kemme (27. November 2013 gegen Kroatien) und Pauline Bremer (10. April 2014 gegen Slowenien).
Insgesamt setzte Bundestrainerin Silvia Neid 27 Spielerinnen ein, von denen nur Dzsenifer Marozsán alle zehn Spiele mitmachte. Auf neun Einsätze kamen Annike Krahn, Simone Laudehr und Anja Mittag.
Mit 62 Toren erzielte Deutschland die meisten Tore aller Mannschaften. Die meisten Tore für die deutsche Mannschaft erzielten Anja Mittag (11), Célia Šašić (9), Dzsenifer Marozsán (8), Fatmire Alushi und Nadine Keßler (je 5).
| Pl. | Land        | Sp. | S  | U | N | Tore    | Diff. | Punkte |
| --- | ----------- | --- | -- | - | - | ------- | ----- | ------ |
| 1.  | Deutschland | 10  | 10 | 0 | 0 | 062:400 | +58   | 30     |
| 2.  | Russland    | 10  | 7  | 1 | 2 | 019:180 | +1    | 22     |
| 3.  | Irland      | 10  | 5  | 2 | 3 | 013:900 | +4    | 17     |
| 4.  | Kroatien    | 10  | 2  | 2 | 6 | 007:200 | −13   | 08     |
| 5.  | Slowenien   | 10  | 2  | 0 | 8 | 007:340 | −27   | 06     |
| 6.  | Slowakei    | 10  | 1  | 1 | 8 | 006:290 | −23   | 04     |

| Deutschland – Russland am 21. September 2013 in Cottbus | 9:0 (4:0)  |  |
| 1:0 Célia Šašić (22., Elfmeter), 2:0, 8:0 Nadine Keßler (25., 85.), 3:0, 4:0 Dzsenifer Marozsán (26. , 28.), 5:0 Fatmire Alushi (73.), 6:0 Melanie Leupolz (76.), 7:0 Lena Goeßling (80.), 9:0 Bianca Schmidt (87.)                                                |            |  |
| Slowenien – Deutschland am 26. Oktober 2013 in Koper | 0:13 (0:7) |  |
| 0:1, 0:6, 0:10 Célia Šašić (4., Elfmeter, 32., 66.), 0:2 Leonie Maier (10.), 0:3, 0:5, 0:9 Anja Mittag (16., 20., 65.), 0:4 Annike Krahn (19.), 0:7 Simone Laudehr (42.), 0:8 Fatmire Alushi (62.), 0:11, 0:12 Lena Goeßling (85., 87.), 0:13 Alexandra Popp (90.) |            |  |
| Deutschland – Kroatien am 30. Oktober 2013 in Frankfurt am Main | 4:0 (0:0)  |  |
| 1:0 Célia Šašić (52.), 2:0, 3:0 Helenna Hercigonja-Moulton (56., 62., Eigentore), 4:0 Luisa Wensing (80.) |            |  |
| Slowakei – Deutschland am 23. November 2013 in Žilina | 0:6 (0:1)  |  |
| 0:1, 0:4 Nadine Keßler (8., 83.), 0:2, 0:3 Anja Mittag (57., 65.), 0:5 Alexandra Popp (84), 0:6 Dzsenifer Marozsán (87.) |            |  |
| Kroatien – Deutschland am 27. November 2013 in Osijek | 0:8 (0:3)  |  |
| 0:1, 0:3, 0:5, 0:7 Dzsenifer Marozsán (12.,22., 65., 81.), 0:2 Célia Šašić (13.), 0:4 Anja Mittag (53.), 0:6 Alexandra Popp (72.), 0:8 Saskia Bartusiak (90.) |            |  |
| Irland – Deutschland am 5. April 2014 in Dublin | 2:3 (1:0)  |  |
| 1:0 Louise Quinn (2.), 1:1 Simone Laudehr (65., Elfmeter), 1:2 Lena Lotzen (84.), 2:2 Stephanie Roche (89.), 2:3 Melanie Leupolz (90.) |            |  |
| Deutschland – Slowenien am 10. April 2014 in Mannheim | 4:0 (2:0)  |  |
| 1:0 Melanie Leupolz (18.), 2:0, 4:0 Anja Mittag (21. 67.), 3:0 Lena Lotzen (63.) |            |  |
| Deutschland – Slowakei am 8. Mai 2014 in Osnabrück | 9:1 (5:0)  |  |
| 1:0, 3:0, 6:0 Fatmire Alushi (2., 35., 69.), 2:0, 9:0 Anja Mittag (24., 81.), 4:0 Nadine Keßler (39.), 5:0 Dzsenifer Marozsán (40.), 7:0 Melanie Leupolz (74.), 8:0 Simone Laudehr (76.), 9:1 Alexandra Bíróová (85.)                                              |            |  |
| Russland – Deutschland am 13. September 2014 in Moskau | 1:4 (1:3)  |  |
| 0:1 Simone Laudehr (6.), 1:1 Ksenia Tsybutovich (9., Elfmeter), 1:2, 1:3, 1:4 Célia Šašić (19., 28., 72.) |            |  |
| Deutschland – Irland am 17. September 2014 in Heidenheim | 2:0 (2:0)  |  |
| 1:0 Melanie Behringer (28.), 2:0 Anja Mittag (34.) |            |  |

## Die Mannschaft

### Aufgebot
Am 11. Mai wurde ein erweiterter Kader mit 27 Spielerinnen benannt. Der endgültige Kader von 23 Spielerinnen (davon drei Torhüterinnen), der dem FIFA-Generalsekretariat spätestens zehn Werktage vor dem Eröffnungsspiel mitgeteilt werden muss, wurde am 24. Mai benannt.
Fatmire Alushi sagte ihre Teilnahme am 15. Mai wegen Schwangerschaft ab, Weltfußballerin Nadine Keßler fehlte verletzungsbedingt.
| Nummer         | Name               | Geburtsdatum       | Debüt | Verein                 | Einsätze | Tore | WM-Spiele                               | Letzter Einsatz | WM 2015 | WM 2015 | WM 2015      | WM 2015          | WM 2015     | WM 2015 |
| Nummer         | Name               | Geburtsdatum       | Debüt | Verein                 | Einsätze | Tore | WM-Spiele                               | Letzter Einsatz | Sp.     | Tore    | Gelbe Karten | Gelb-Rote Karten | Rote Karten |         |
| Tor            | Tor                | Tor                | Tor   | Tor                    | Tor      | Tor  | Tor                                     | Tor             | Tor     | Tor     | Tor          | Tor              | Tor         |         |
| -------------- | ------------------ | ------------------ | ----- | ---------------------- | -------- | ---- | --------------------------------------- | --------------- | ------- | ------- | ------------ | ---------------- | ----------- | ------- |
| 01             | Nadine Angerer     | 10. November 1978  | 1996  | Portland Thorns FC     | 146      | –    | 10 (1999, 2003, 2007, 2011)             | 4. Juli 2015    | 7       | 0       | 0            | 0                | 0           |         |
| 21             | Laura Benkarth     | 14. Oktober 1992   | –     | SC Freiburg            | –        | –    |                                         | –               | 0       | 0       | 0            | 0                | 0           |         |
| 12             | Almuth Schult      | 9. Februar 1991    | 2012  | VfL WolfsburgP         | 20       | –    | 0 (2011)                                | 11. März 2015   | 0       | 0       | 0            | 0                | 0           |         |
| Abwehr         |                    |                    |       |                        |          |      |                                         |                 |         |         |              |                  |             |         |
| 03             | Saskia Bartusiak   | 9. September 1982  | 2007  | 1. FFC FrankfurtC      | 85       | 1    | 5 (2007, 2011)                          | 4. Juli 2015    | 5       | 0       | 2            | 0                | 0           |         |
| 15             | Jennifer Cramer    | 24. Februar 1993   | 2013  | 1. FFC Turbine Potsdam | 23       | –    |                                         | 20. Juni 2015   | 2       | 0       | 0            | 0                | 0           |         |
| 17             | Josephine Henning  | 8. September 1989  | 2010  | Paris Saint-Germain    | 26       | –    |                                         | 8. April 2015   | 1       | 0       | 0            | 0                | 0           |         |
| 22             | Tabea Kemme        | 14. Dezember 1991  | 2013  | 1. FFC Turbine Potsdam | 19       | –    |                                         | 4. Juli 2015    | 6       | 0       | 0            | 0                | 0           |         |
| 05             | Annike Krahn       | 1. Juli 1985       | 2005  | Paris Saint-Germain    | 123      | 5    | 9 (2007, 2011)                          | 30. Juni 2015   | 6       | 0       | 1            | 0                | 0           |         |
| 04             | Leonie Maier       | 29. September 1992 | 2013  | FC Bayern MünchenM     | 30       | 3    |                                         | 30. Juni 2015   | 5       | 0       | 1            | 0                | 0           |         |
| 14             | Babett Peter       | 12. Mai 1988       | 2006  | VfL WolfsburgP         | 92       | 4    | 4 (2007, 2011)                          | 4. Juli 2015    | 3       | 0       | 0            | 0                | 0           |         |
| 02             | Bianca Schmidt     | 23. Januar 1990    | 2009  | 1. FFC FrankfurtC      | 50       | 3    | 2 (2011)                                | 4. Juli 2015    | 2       | 0       | 0            | 0                | 0           |         |
| Mittelfeld     |                    |                    |       |                        |          |      |                                         |                 |         |         |              |                  |             |         |
| 07             | Melanie Behringer  | 18. November 1985  | 2005  | FC Bayern MünchenM     | 108      | 27   | 9 (2007, 2011)                          | 4. Juli 2015    | 4       | 1       | 0            | 0                | 0           |         |
| 23             | Sara Däbritz       | 15. Februar 1995   | 2013  | SC Freiburg            | 21       | 2    |                                         | 4. Juli 2015    | 5       | 2       | 0            | 0                | 0           |         |
| 20             | Lena Goeßling      | 8. März 1986       | 2008  | VfL WolfsburgP         | 78       | 8    | 2 (2011)                                | 4. Juli 2015    | 6       | 0       | 1            | 0                | 0           |         |
| 06             | Simone Laudehr     | 12. Juli 1986      | 2007  | 1. FFC FrankfurtC      | 94       | 25   | 9 (2007, 2011)                          | 4. Juli 2015    | 6       | 1       | 0            | 0                | 0           |         |
| 16             | Melanie Leupolz    | 14. April 1994     | 2013  | FC Bayern MünchenM     | 34       | 6    |                                         | 4. Juli 2015    | 6       | 1       | 1            | 0                | 0           |         |
| 09             | Lena Lotzen        | 11. September 1993 | 2012  | FC Bayern MünchenM     | 25       | 4    |                                         | 20. Juni 2015   | 3       | 0       | 0            | 0                | 0           |         |
| 10             | Dzsenifer Marozsán | 18. April 1992     | 2010  | 1. FFC FrankfurtC      | 53       | 26   |                                         | 30. Juni 2015   | 5       | 1       | 1            | 0                | 0           |         |
| Angriff        |                    |                    |       |                        |          |      |                                         |                 |         |         |              |                  |             |         |
| 08             | Pauline Bremer     | 10. April 1996     | 2014  | 1. FFC Turbine Potsdam | 6        | –    |                                         | 11. Juni 2015   | 1       | 0       | 0            | 0                | 0           |         |
| 11             | Anja Mittag        | 16. Mai 1985       | 2004  | FC Rosengård           | 127      | 38   | 1 (2007)                                | 4. Juli 2015    | 7       | 5       | 1            | 0                | 0           |         |
| 19             | Lena Petermann     | 5. Februar 1994    | 2015  | SC Freiburg            | 5        | 2    |                                         | 4. Juli 2015    | 3       | 2       | 0            | 0                | 0           |         |
| 18             | Alexandra Popp     | 6. April 1991      | 2010  | VfL WolfsburgP         | 59       | 28   | 4 (2011)                                | 4. Juli 2015    | 6       | 1       | 0            | 0                | 0           |         |
| 13             | Célia Šašić        | 27. Juni 1988      | 2005  | 1. FFC FrankfurtC      | 111      | 63   | 4 (2011)                                | 4. Juli 2015    | 7       | 6       | 0            | 0                | 0           |         |
| Trainerstab    |                    |                    |       |                        |          |      |                                         |                 |         |         |              |                  |             |         |
| Trainerin      | Silvia Neid        | 2. Mai 1964        | 2005  | Deutscher Fußball-Bund | 111 144  | 48   | 7 (1991, 1995) 6 (2003) 10 (2007, 2011) |                 | 7       |         | 0            | 0                | 0           |         |
| Co-Trainerin   | Ulrike Ballweg     | 17. September 1965 | 2005  | Deutscher Fußball-Bund | 144      |      | 10 (2007, 2011)                         |                 | 7       |         | 0            | 0                | 0           |         |
| Torwarttrainer | Michael Fuchs      | 4. Januar 1970     | 2007  | Deutscher Fußball-Bund |          |      | 10 (2007, 2011)                         |                 | 7       |         | 0            | 0                | 0           |         |

1. ↑  Stand: 11. Mai 2015 (C = Championsleaguesieger, M = Meister, P = Pokalsieger der Saison 2014/15)
2. 1 2  Stand: 4. Juli 2015 nach dem letzten Spiel
3. ↑  Vor der WM 2015
4. ↑  Ab der Saison 2015/16 Bayer Leverkusen ( Bayer verpflichtet Welt- und Europameisterin Krahn (Memento des Originals vom 27. Juni 2015 im Internet Archive)  Info: Der Archivlink wurde automatisch eingesetzt und noch nicht geprüft. Bitte prüfe Original- und Archivlink gemäß Anleitung und entferne dann diesen Hinweis.)
5. ↑  Ab der Saison 2015/16 1. FFC Turbine Potsdam
6. ↑  Ab der Saison 2015/16 Olympique Lyon
7. ↑  Ab der Saison 2015/16 Paris Saint-Germain
8. ↑  Vertrag zum Ende der Saison 2014/15 gekündigt.
9. 1 2 3  Als Spielerin
10. 1 2  Als Trainerin
11. 1 2 3  Als Co-Trainerin
12. ↑  Als Torwarttrainer

### Nicht berücksichtigte Spielerinnen
| Name             | Geburtsdatum     | Debüt | Verein            | Einsätze | Tore | WM-Spiele | Letzter Einsatz  |     |     |     |     |     |     |
| Tor              | Tor              | Tor   | Tor               | Tor      | Tor  | Tor       | Tor              | Tor | Tor | Tor | Tor | Tor | Tor |
| ---------------- | ---------------- | ----- | ----------------- | -------- | ---- | --------- | ---------------- | --- | --- | --- | --- | --- | --- |
| Lisa Weiß        | 29. Oktober 1987 | 2010  | SGS Essen         | 1        | –    |           | 17. Februar 2010 |     |     |     |     |     |     |
| Abwehr           |                  |       |                   |          |      |           |                  |     |     |     |     |     |     |
| Kathrin Hendrich | 6. April 1992    | 2014  | 1. FFC FrankfurtC | 8        | –    |           | 11. März 2015    |     |     |     |     |     |     |
| Mittelfeld       |                  |       |                   |          |      |           |                  |     |     |     |     |     |     |
| Anna Blässe      | 27. Februar 1987 | 2015  | VfL WolfsburgP    | 2        | –    |           | 8. April 2015    |     |     |     |     |     |     |

1. ↑  Stand: 11. Mai 2015 (C = Championsleaguesieger, M = Meister, P = Pokalsieger der Saison 2014/15)
2. 1 2  Stand: 8. April 2015
3. ↑  Vor der WM 2015

## Vorbereitung

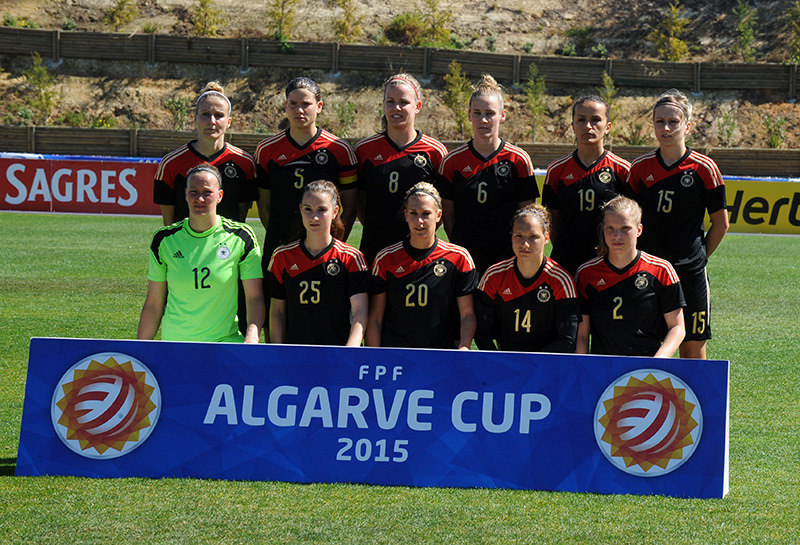
Die deutsche Mannschaft beim Algarve-Cup 2015 vor dem Spiel um Platz 3

Deutschland begann die Vorbereitung auf die WM unmittelbar nach der erfolgreichen Qualifikation gegen drei Mannschaften aus den Top 10 der FIFA-Weltrangliste. Dabei wurde zunächst am 25. Oktober 2014 in Offenbach am Main mit 0:2 gegen Frankreich verloren. Vier Tage später gelang in Örebro ein 2:1-Sieg gegen Schweden, wobei auf Kunstrasen gespielt wurde, da auch bei der WM auf Kunstrasen gespielt werden soll. Am 23. November 2014 gelang ein 3:0 gegen England im Londoner Wembley-Stadion.
Vom 7. bis 12. Februar – vor Beginn der Bundesligarückrunde – absolvierte die Mannschaft im spanischen Marbella ein Trainingslager, wo auch ein Kunstrasenplatz zur Verfügung stand. Vom 4. bis 11. März nahm die Mannschaft, wie acht weitere WM-Teilnehmer auch, am traditionellen Algarve-Cup in Portugal teil, bei dem Deutschland Titelverteidiger war. Deutschland traf dabei in der Gruppenphase zunächst am 4. März erneut auf Schweden (2:4 nach 2:0-Führung) und am 6. März auf China (2:0) und traf dann am 9. März auf Südamerikameister Brasilien und gewann mit 3:1. Im Spiel gegen China kam zunächst Lena Petermann in der Startelf zu ihrem ersten Länderspiel, später wurden dann noch Anna Blässe und Margarita Gidion zu ihren ersten Länderspieleinsätzen eingewechselt. Gidion musste in der Nachspielzeit für die mit einem Wadenbruch ausscheidende Luisa Wensing eingewechselt werden. Am 11. März trad die Mannschaft als bester Gruppenzweiter im abschließenden Spiel um Platz 3 erneut auf Schweden, das als drittbester Gruppensieger das Finale verpasste und konnte sich mit einem 2:1 für die Auftaktniederlage revanchieren. Ab dem 2. April fand ein weiterer achttägiger Lehrgang mit einem Länderspiel am 8. April in Fürth gegen Brasilien (4:0) statt. Ab dem 18. Mai – nach Ende der Bundesligasaison – begann die direkte Vorbereitung auf die WM, die mit einem 3:1 im letzten Testspiel gegen die Schweiz am 27. Mai in Baden im Stadion Esp auf Kunstrasen abgeschlossen wurde. Am 31. Mai flog die Mannschaft dann von Frankfurt am Main nach Ottawa.

## Spiele bei der Weltmeisterschaft
Bei der Auslosung der Gruppen war Deutschland neben Gastgeber Kanada, Titelverteidiger Japan sowie den USA, Brasilien und Frankreich als Gruppenkopf gesetzt und wurde der Gruppe B zugeteilt.
Bei den Gruppenspielen traf die deutsche Mannschaft auf den letzten EM-Finalgegner Norwegen sowie die WM-Neulinge Elfenbeinküste und Thailand. Norwegen ist häufigster Gegner der deutschen Mannschaft. Bis zur WM gab es 38 Spiele zwischen beiden, davon wurden 19 gewonnen, fünf endeten unentschieden und 14 wurden verloren. Auch die Tordifferenz ist mit 66:49 positiv. Bei Weltmeisterschaften trafen beide zweimal aufeinander: 1995 im Finale, das die Norwegerinnen mit 2:0 und damit ihren bisher einzigen WM-Titel gewannen, sowie 2007 im Halbfinale, das Deutschland auf dem Weg zum zweiten WM-Titel mit 3:0 gewann. Die letzte Niederlage gegen Norwegen musste am 17. Juli 2013 im EM-Gruppenspiel hingenommen werden. Danach wurde aber das EM-Finale sowie ein Gruppenspiel beim Algarve-Cup 2014 gegen die Skandinavierinnen gewonnen. Gegen die beiden anderen Gruppengegner hatte Deutschland noch nie gespielt.
Der Weltranglistenerste Deutschland traf in der zweitschwächsten und unausgeglichensten Gruppe, in der erstmals bei einer WM der Frauen zwei Ex-Weltmeister bereits in der Gruppenphase aufeinandertrafen, zunächst auf den in der FIFA-Weltrangliste vor der WM am schlechtesten platzierten WM-Teilnehmer Elfenbeinküste (Platz 67) und gewann mit 10:0, wobei Anja Mittag und Célia Šašić je drei Tore erzielten. Im zweiten Gruppenspiel wurde gegen Norwegen, das vor der WM auf Platz 11 der FIFA-Weltrangliste lag, die erste Halbzeit dominiert aber nur ein Tor geschossen. In der zweiten Halbzeit konnte Norwegen das Spiel ausgeglichener gestalten und durch einen direkt verwandelten Freistoß ausgleichen. Trotz der Bemühungen um den Siegtreffer blieb es beim 1:1. Gegen den Weltranglistenneunundzwanzigsten Thailand schonte Silvia Neid sieben Stammspielerinnen, u. a. die mit einer Gelben Karte belastete Saskia Bartusiak. Dennoch erspielte sich die deutsche Mannschaft eine Vielzahl von Torchancen, konnte aber in der ersten Halbzeit nur eine davon durch das erste WM-Tor von Melanie Leupolz nutzen, die nach dem Spiel zur „Spielerin des Spiels“ bestimmt wurde. Im zweiten Abschnitt erhöhte die eingewechselte Lena Petermann zunächst mit ihren beiden ersten Länderspieltoren auf 3:0, ehe Sara Däbritz den Endstand von 4:0 herstellen konnte. Deutschland erzielte die meisten Tore in den Gruppenspielen und mit vier Toren war Anja Mittag beste Torschützin der Gruppenspiele.
Als Gruppensieger ersparte sich Deutschland einigen Reisestress und traf im Achtelfinale am 20. Juni 2015 auf einen alten Bekannten, nämlich auf Schweden (Dritter der Gruppe D) und konnte dazu wieder zurück nach Ottawa fliegen. Zuvor gab es 24 Spiele zwischen beiden, wovon Deutschland 17 gewann, davon die wichtigsten Spiele (WM-Finale 2003, EM-Finale 1995 und 2001 und EM-Halbfinale 2013). Sieben Spiele gewannen die Schwedinnen, zuletzt in der Vorrunde des Algarve-Cup 2015 nach 0:2-Rückstand. Ein Remis gab es zwischen beiden noch nie – allerdings dreimal eine Verlängerung, jeweils mit dem besseren Ende für Deutschland, davon zweimal durch das mittlerweile wieder abgeschaffte Golden Goal. Bei WM-Endrunden trafen beide zuvor dreimal aufeinander, 1991 im Spiel um Platz 3 trafen beide überhaupt zum ersten Mal aufeinander und die Schwedinnen gewannen mit 4:0, wobei die derzeitige schwedische Trainerin Pia Sundhage ein Tor erzielte. Auch vier Jahre später gewannen die Schwedinnen als Gastgeberinnen in den Gruppenspielen, diesmal mit 3:2 nach 0:2-Rückstand und wieder erzielte Sundhage ein Tor. Silvia Neid, die in diesem Spiel ebenfalls mitwirkte, wurde aber mit Deutschland dennoch Gruppensieger und stieß bis ins Finale vor. Acht Jahre später trafen sich Schweden und Deutschland dann im Finale und Deutschland gewann durch Golden Goal mit 2:1. Silvia Neid erlebte den Triumph als Co-Trainerin, Sundhage war zu der Zeit schon Chef-Trainerin der Boston Breakers in der WPS. Auch im 25. Aufeinandertreffen konnte sich die deutsche Mannschaft mit einer konzentrierten Leistung durchsetzen, einziger Wermutstropfen war die zweite Gelbe Karte für Saskia Bartusiak, die damit im Viertelfinale gesperrt ist. Dort wartet mit Frankreich erneut ein alter Bekannter, wozu die deutsche Mannschaft per Bus ins knapp 200 km entfernte Montreal reiste. Gegen Frankreich gab es bisher 13 Spiele mit acht Siegen, zwei Remis und drei Niederlagen – zuletzt am 25. Oktober 2014 mit 0:2 die erste in einem Heimspiel gegen die Französinnen. Vier Jahre zuvor waren beide WM-Gruppengegner und Deutschland gewann das Spiel um den Gruppensieg mit 4:2.
Gegen spielerisch dominierende Französinnen kam die deutsche Mannschaft kaum ins Spiel und hatte Glück, dass es zur Halbzeit noch 0:0 stand. Nach einem Abwehrfehler gingen die Französinnen dann in der 64. Minute verdient in Führung. Deutschland drängte nun auf den Ausgleich und hatte Glück, dass die kanadische Schiedsrichterin Carol Chenard, die schon das erste Gruppenspiel gegen die Elfenbeinküste leitete, bei einem Handspiel im französischen Strafraum auf Strafstoß entschied. Diesen verwandelte Célia Šašić mit ihrem 6. Turniertor zum Ausgleich. Beide Mannschaften versuchten dann vergeblich das Spiel in der regulären Spielzeit zu entscheiden und blieben dann auch in der Verlängerung als die Kräfte nachließen erfolglos. Im dann fälligen Elfmeterschießen waren die ersten neun Schützinnen erfolgreich, ehe Angerer den letzten Elfmeter parieren konnte und Deutschland in die nächste Runde einzog.
Gegner im Halbfinale, das ebenfalls in Montreal stattfand, war die USA. Beide trafen zum dritten Mal im Halbfinale aufeinander, das ist die häufigste Halbfinalpaarung der WM. Beide konnten davon zuvor je ein Spiel gewinnen, nach dem letzten wurde Deutschland 2003 Weltmeister. Zudem gab es noch ein Spiel im Viertelfinale das die USA 1999 gewann. Auch insgesamt konnte die USA – als einzige Mannschaft – die meisten Spiele gegen Deutschland gewinnen: 20 von 31 Spielen, sieben endeten remis, viermal gewann Deutschland. In einem kampfbetonten Spiel hatten die US-Girls die besseren Torchancen, insbesondere in der ersten Halbzeit. In der zweiten Halbzeit kam Deutschland etwas besser ins Spiel und hatte auch die Chance durch einen Elfmeter in Führung zu gehen, doch Célia Šašić setzte ihn neben das Tor. Erfolgreicher war Carli Lloyd bei einem Elfmeter nach einem Foul an der Strafraumgrenze. Als Deutschland dann auf den Ausgleich drängte, erhöhte die USA auf 2:0. Damit blieb für die deutsche Mannschaft das kleine Finale, wo sie auf England traf, gegen das zuvor noch nie verloren wurde. Im Gegensatz zu den beiden vorherigen Spielen war Deutschland nun wieder die dominierende Mannschaft, konnte die herausgespielten Torchancen aber nicht nutzen. Gegen Ende der regulären Spielzeit wurde England dann stärker und Deutschland hatte dann Glück, dass es torlos in die Verlängerung ging. Dort blieb auch die erste Halbzeit ohne Torerfolg, aber kurz nach dem erneuten Seitenwechsel erhielt England einen umstrittenen Strafstoß, den Fara Williams nutzte um den ersten Sieg gegen Deutschland zu sichern. Deutschland verlor damit nach 1991 zum zweiten Mal das Spiel um Platz 3.
Deutschland fiel durch die Spiele bei der WM auf Platz 2 der Weltrangliste zurück, da die Siege gegen die Elfenbeinküste und Thailand keine oder nur wenige Punkte einbrachten, insbesondere durch das Remis gegen Norwegen und die Niederlagen gegen die USA und England aber viele Punkte verloren wurden.

### Gruppenspiele
| Pl. | Land           | Sp. | S | U | N | Tore    | Diff. | Punkte |
| --- | -------------- | --- | - | - | - | ------- | ----- | ------ |
| 1.  | Deutschland    | 3   | 2 | 1 | 0 | 015:100 | +14   | 07     |
| 2.  | Norwegen       | 3   | 2 | 1 | 0 | 008:200 | +6    | 07     |
| 3.  | Thailand       | 3   | 1 | 0 | 2 | 003:100 | −7    | 03     |
| 4.  | Elfenbeinküste | 3   | 0 | 0 | 3 | 003:160 | −13   | 0      |

| So., 7. Juni 2015, in Ottawa    |   |                |            |
| Deutschland                     | – | Elfenbeinküste | 10:0 (5:0) |
| Do., 11. Juni 2015, in Ottawa   |   |                |            |
| Deutschland                     | – | Norwegen       | 1:1 (1:0)  |
| Mo., 15. Juni 2015, in Winnipeg |   |                |            |
| Thailand                        | – | Deutschland    | 0:4 (0:1)  |

### K.-o.-Runde
| Achtelfinale, Sa., 20. Juni 2015, 16:00 (22:00 MESZ) in Ottawa                  |   |             |                                 |
| Deutschland                                                                     | – | Schweden    | 4:1 (2:0)                       |
| Viertelfinale, Fr., 26. Juni 2015, 16:00 (22:00 MESZ) in Montreal               |   |             |                                 |
| Deutschland                                                                     | – | Frankreich  | 1:1 n. V., 5:4 i. E. (1:1, 0:0) |
| Halbfinale, Di., 30. Juni 2015, 19:00 (Mi. 1. Juli, 1:00 MESZ) in Montreal      |   |             |                                 |
| USA                                                                             | – | Deutschland | 2:0 (0:0)                       |
| Spiel um Platz 3 Sa., 4. Juli 2015, 14:00 (Sa. 4. Juli, 22:00 MESZ) in Edmonton |   |             |                                 |
| Deutschland                                                                     | – | England     | 0:1 n. V. (0:0)                 |

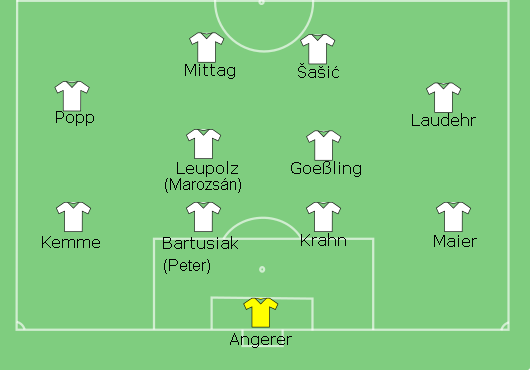
Stammformation der deutschen Mannschaft

Bis auf das Spiel gegen Thailand und das Spiel um Platz 3 trat Deutschland im Wesentlichen mit einer Stammformation an, bei der es nur auf Grund der Gelbsperre von Saskia Bartusiak in der Abwehr und der Verletzung von Melanie Leupolz im ersten Spiel im Mittelfeld zu Veränderungen kam.

## Auszeichnungen
Célia Šašić wurde als beste Torschützin mit dem Goldenen Schuh ausgezeichnet und Anja Mittag als drittbeste Torschützin mit dem Bronzenen Schuh. Beide – sowie Nadine Angerer – wurden auch für das All-Star-Team nominiert. Šašić wurde zudem in Deutschland zur Fußballerin des Jahres und der Besten Spielerin in Europa gewählt.

## Trivia
Das Spiel gegen die Elfenbeinküste leitete Carol Chenard. Die Kanadierin war auch Schiedsrichterin bei den beiden Finalspielen der U-20-Weltmeisterschaften 2010 und 2014 – in beiden Spielen gewann Deutschland gegen Nigeria den Titel.
Durch das Erreichen des Halbfinales hat jede Spielerin 30.000 Euro erhalten. Als Dritter hätte jede Spielerin 45.000 Euro erhalten, bei einem WM-Sieg 65.000 Euro und als Vizeweltmeister 55.000 Euro.